# Tachouda
Tachouda est une commune de la wilaya de Sétif en Algérie.